# Голинський Михайло Теодорович
Миха́йло Теодо́рович Голи́нський (2 січня 1890, Вербівці, нині — Городенківський район Івано-Франківська область — 1 грудня 1973, Едмонтон, Канада) — український оперний та камерний співак, героїчний тенор. Його ім'я стоїть поруч з такими постатями видатних співаків, як Олександр Мишуга, Соломія Крушельницька, Орест Руснак, Модест Менцинський.

## Життєпис
Мистецтво співу опанував у Львові та Мілані (Італія).
Змалку співав у гімназійних хорах (Коломия, Станиславів (нині Івано-Франківськ), Львів). У старших класах Львівської академічної гімназії співав у студентському хорі «Бандурист» як бас-баритон, був солістом хору богословів Львівської духовної семінарії. Тоді ж знайомиться з відомим педагогом Чеславом Зарембою, який визначив його голос як героїчний тенор і почав займатися з Голинським вокалом.
З вибухом І світової війни М. Голинський опинився в лавах австрійської армії на сербському фронті. Після поранення працює в управлінні цензури. Згодом направлений у Львів канцеляристом Лікарської комісії (1917).
Після розпаду Австро-Угорської імперії (1918) добровільно зголосився до Української Галицької Армії.
Як ад'ютант заступника державного секретаря військових справ уряду ЗУНР Петра Бубели в листопаді — грудні перебував у Тернополі, у червні— липні 1919 р. — у Заліщиках.
Перебував у дружніх стосунках з М. Гайворонським, полковником Є. Коновальцем, бандуристом Василем Ємцем.
Після поразки українських визвольних змагань повертається до Львова. Згодом у Варшаві продовжує вокальні студії в Чеслава Заремби.
Вдосконалював вокальну майстерність під керівництвом відомого педагога Едоардо Ґарбіна в Мілані (1920—1925). Перебуваючи в Італії, давав концерти в Мілані, Празі, Відні. Після закінчення студій повернувся до Львова і з великим успіхом дебютував в опері «Паяци» Р. Леонкавалло (29.06.1925). Відразу після цього дістає запрошення на виступи до Поморської опери (оперне об'єднання міст Торунь, Бидгощ, Грудзьонз).
На Помор'ї М. Голинський протягом чотирьох місяців співає в операх «Галька» С. Монюшка, «Кармен» Ж. Бізе, «Тоска» Дж. Пуччіні. Потім їде на гостинні виступи до Великого Варшавського театру. Тут здобуває повне визнання і завойовує публіку в «Тосці» і «Аїді», після чого підписує контракт з цим театром.
27 вересня 1924 р. виступав у приміщенні «Міщанського братства» в Тернополі. 1927 р. відпочивав у Заліщиках.
Співав на сценах театрів Львова (1925 (1930—38 р.), Одеси, Києва, Харкова, Тбілісі (Грузія) та Москви (1927—30рр.), Європи, Канади й США. Співпрацював з колективом «Боян Дрогобицький».
Влітку 1926 р. отримує запрошення на виступи в Одесі, Києві та Харкові. На радянській Україні він працював з перервами чотири сезони (1926—1930). Був прем'єром столичної Харківської опери. Співав разом з Марією Литвиненко-Вольгемут, Марією Сокіл, Іваном Паторжинським. З ініціативи Голинського у Харкові була вперше поставлена опера Анатоля Вахнянина «Купало» (Одарка — М. Литвиненко-Вольгемут, Степан — Михайло Голинський, Максим — Іван Паторжинський).
Близько дружив з П. Тичиною, О. Вишнею, Л. Курбасом, І. Паторжинським.
У 1929 році виступав у Москві на сцені Великого театру СРСР, де вперше за всю історію цього театру співав українською мовою (Радамес — «Аїда»). Українською мовою співав і зі сцени оперного театру у Тбілісі (партія Каварадоссі в опері «Тоска» Дж. Пуччіні) (1930).
         Після повернення до Галичини М. Голинський бере активну участь у музичному житті краю. Преса відзначає його виступи на концертах у честь діячів української культури, літератури, мистецтва: Тараса Шевченка, Івана Франка, Богдана Лепкого, Миколи Лисенка, Симона Петлюри. У його репертуарі — камерні твори М. Лисенка, О. Нижанківського, Ст. Людкевича, М. Гайворонського, В. Балтаровича, І. Недільського. Виступає також на сценах оперних театрів Варшави, Львова, Познаня.
У 1938 році М. Голинський виїхав у концертне турне до США і Канаді, де і залишився до кінця свого життя. Де б не виступав український співак, від Атлантики до Тихого океану, його спів викликав захоплення. Його обирають почесним громадянином Оттави і Вінніпегу, вручають золотий ключ від Торонто. Під час урочистої церемонії передачі Ключа М. Голинський сказав: «Я дуже вдячний за честь, яку Ви мені віддали, бо коли так віддаєте мені честь, то віддаєте її також моєму українському народові».
Від 1938 р. проживав у Канаді. Перебуваючи на чужині, завжди тужив за рідним краєм.
1945 р.— голова літературно— мистецького товариства «Козуб» у м. Торонто.
В останні роки життя писав спогади, що вийшли друком в Україні у 1993 р. в скорочениму варіанті за редакцією Сергія Козака та в 2006 р. — доповнене видання Музично-меморіального музею Соломії Крушельницької (літературний редактор Ніна Бічуя).
У Кобаках — рідний дядько Марко Черемшина (І. Семанюк) сприяв розвитку його таланту. У Кобаках учителювала дружина Гайворонського Марія Марфенчук, яка приятелювала з Голинським.

## Сім'я
Дружина: Голинська Галина Яківна — відома піаністка.

## Вшанування
У жовтні 2003 р. в Заліщиках на честь оперного співака М. Голинського відкрито меморіальну таблицю.